# Temporada 2015-2016 del València Basket
El València Basket Club va començar la lliga ACB 2015-2016 amb molts canvis, començant per la renovació de la frontera exterior del Pavelló de la Font de Sant Lluís. Arriba Pedro Martínez com a entrenador i es fitxa a Antoine Diot, torna Jon Stefansson, es fitxa a Fernando San Emeterio, Luke Sikma, John Shurma, Jordi Trias i Justin Hamilton.
Aquell any es va tindre el millor inici de temporada de la història del club, en batre el rècord de victòries consecutives, 28 en totes les competicions. Més avant en la temporada es va batre el rècord de triples en un partit de lliga ACB amb 21. Va ser a un partit a domicili davant el Retabet Gipuzkoa on també es va batre el rècord de punts de l'equip en partit de lliga, amb 121.
En febrer, l'equip seria eliminat de l'Eurocup en segona ronda, i a la Copa del rei es cauria davant el Gran Canaria, que al remat seria finalista.
Per la seua banda, l'equip femení ascendiria a Lliga 2 després de guanyar 25 partits i no patir cap derrota.